# 正義のヒロイン姦獄ファイル
『正義のヒロイン姦獄ファイル』（せいぎのヒロインかんごくファイル）とは、キルタイムコミュニケーション発行の日本の成年向けアンソロジーコミックである。2015年12月6日前身誌『ヒロインピンチ』よりリニューアルされた。その後2017年10月に『敗北乙女エクスタシー』にリニューアルされるまで全16号が発行された。前身誌に引き続いて、電子書籍を概ね月1回、2号連続で配信したあと、電子書籍2号分を収録した紙書籍の『正義のヒロイン姦獄ファイルDX』を『二次元ドリームコミックス』として発行するスタイルが取られている。

## 概要
前身誌に引き続き、闘うヒロインをコンセプトとして様々な作品が描かれている。ヒロインは作家によって様々であり、特定の分野に絞っているわけではない。アダルトゲームのコミカライズ版や、前身誌ではなかったあとみっく文庫や二次元ドリームノベルズのコミカライズ版も掲載されている。強く美しいヒロインが淫らに堕ちまくるアンソロジーを唄っていてヒロインが強制的に堕とされる話もある。

## 掲載作家一覧

### 奇数号掲載
- 或十せねか
- 高浜太郎
- しーあーる
- かせい
- 仁志田メガネ
- カポ
- こっぱむ
- タカツキイチ
- Hirno
- 神保玉蘭
- SAKULA
- 大月渉
- ひなづか涼
- K2isu
- 俵緋龍
- 菅野タカシ
- 零覇
- 歌麿
- るいす・まくられん
- からあげ
- 寒天
- 天路あや
- すたーきー
- 山田ゴゴゴ
- やむっ

### 偶数号掲載
- ゴンさぶろー
- 助三郎
- sorono
- 空木次葉
- 印度カリー
- R言
- 霧生実奈
- ma-yu
- 佐藤黒音
- いしみそ
- 隈吉
- ワス
- オリタ
- る～く
- chaccu
- おびゃー
- あんこまん
- SHUKO
- アヘ丸
- 武田あらのぶ
- ジェニガタ
- 大庭新
- 舞猫ルル
- 毳
- マッシュ・マーロウ
- ぶんぼん
- なちすけ
- リヒトゾイレ
- ひさやききゅう

## 既刊一覧

### 電子書籍として配信
1. 正義のヒロイン姦獄ファイル Vol.1 （表紙：或十せねか）    2015年12月06日配信
2. 正義のヒロイン姦獄ファイル Vol.2 （表紙：ジェニガタ）    2016年01月07日配信
3. 正義のヒロイン姦獄ファイル Vol.3 （表紙：高浜太郎）      2016年03月01日配信
4. 正義のヒロイン姦獄ファイル Vol.4 （表紙：ジェニガタ）    2016年04月03日配信
5. 正義のヒロイン姦獄ファイル Vol.5 （表紙：Syrup）2016年05月22日配信
6. 正義のヒロイン姦獄ファイル Vol.6 （表紙：いしみそ）      2016年06月11日配信
7. 正義のヒロイン姦獄ファイル Vol.7 （表紙：こっぱむ）      2016年07月31日配信
8. 正義のヒロイン姦獄ファイル Vol.8 （表紙：はらいた）  2016年09月11日配信
9. 正義のヒロイン姦獄ファイル Vol.9 （表紙：鳥三）      2016年10月07日配信
10. 正義のヒロイン姦獄ファイル Vol.10（表紙：ましゅー）  2016年11月18日配信
11. 正義のヒロイン姦獄ファイル Vol.11（表紙：しーあーる）    2016年12月19日配信
12. 正義のヒロイン姦獄ファイル Vol.12（表紙：恋河ミノル）2017年02月17日配信
13. 正義のヒロイン姦獄ファイル Vol.13（表紙：秋蕎麦）    2017年04月07日配信
14. 正義のヒロイン姦獄ファイル Vol.14（表紙：魁李）      2017年05月12日配信
15. 正義のヒロイン姦獄ファイル Vol.15（表紙：鳥三）          2017年06月09日配信
16. 正義のヒロイン姦獄ファイル Vol.16（表紙：魁李）          2017年07月14日配信

### 二次元ドリームコミックスより刊行
二次元ドリームコミックスより刊行された書籍。初回刊行分のDX1では前身誌の『ヒロインピンチ』の最終号であるVol.17と、『正義のヒロイン姦獄ファイル』のVol.1を収録している。この為紙書籍の発行は電子書籍の奇数号発売後となっている。
1. 正義のヒロイン姦獄ファイルDX1（表紙：或十せねか、裏表紙：阿部いのり）2016年01月22日発行 ISBN 978-4-7992-0844-1
2. 正義のヒロイン姦獄ファイルDX2（表紙：高浜太郎、裏表紙：ジェニガタ）  2016年03月19日発行 ISBN 978-4-7992-0874-8
3. 正義のヒロイン姦獄ファイルDX3（表紙：Syrup、裏表紙：ジェニガタ）     2016年07月01日発行 ISBN 978-4-7992-0915-8
4. 正義のヒロイン姦獄ファイルDX4（表紙：いしみそ、裏表紙：こっぱむ）    2016年08月31日発行 ISBN 978-4-7992-0939-4
5. 正義のヒロイン姦獄ファイルDX5（表紙：鳥三、裏表紙：はらいた）        2016年10月29日発行 ISBN 978-4-7992-0967-7
6. 正義のヒロイン姦獄ファイルDX6（表紙：しーあーる、裏表紙：ましゅー）  2017年01月20日発行 ISBN 978-4-7992-0993-6
7. 正義のヒロイン姦獄ファイルDX7（表紙：秋蕎麦、裏表紙：恋河ミノル）    2017年04月29日発行 ISBN 978-4-7992-1024-6
8. 正義のヒロイン姦獄ファイルDX8（表紙：鳥三、裏表紙：魁李）            2017年06月29日発行 ISBN 978-4-7992-1049-9